# Fantasy (Mariah Carey)
Fantasy is een nummer van de Amerikaanse R&B-zangeres Mariah Carey uit 1995. Het is de eerste single van haar vijfde studioalbum Daydream.
Het vrolijke nummer werd een grote wereldhit. In de Amerikaanse Billboard Hot 100 werd de eerste positie gehaald. In zowel de Nederlandse Top 40 als de Vlaamse Ultratop 50 kwam het nummer niet verder dan nummer 9. Remixes van het nummer werden gemaakt door Puff Daddy, David Morales en Satoshi Tomiie.